# Anza Vista
Anza Vista é um bairro de São Francisco, Califórnia. Está localizado entre a Geary Boulevard ao norte, a Turk Street ao sul, Masonic Avenue à oeste e St. Joseph's Avenue à leste, apesar de algumas áreas adjacentes entre The Presidio, Golden Gate Park, o Panhandle, e Western Addition poderem ocasionalmente ser referidas como parte do bairro de Anza Vista.
Um pequeno shopping center, chamado The City Center, está localizado na Geary Boulevard e Masonic Avenue na região noroeste do bairro. Em Anza Vista também localiza-se uma unidade do grupo hospitalar Kaiser Permanente na Geary Boulevard e St. Joseph's Avenue e a Raoul Wallenberg Traditional High School na Nido Avenue.